# 教育無償化を実現する会
教育無償化を実現する会（きょういくむしょうかをじつげんするかい、英: Free Education For All、略称: FEFA）は、かつて活動していた日本の政党、政治団体。
略称は「教育」。
2023年11月30日、国民民主党に離党届を提出した前原誠司ら4人と、無所属の徳永久志の計5人の国会議員が結成を表明した。

## 党史

### 前史
2023年8月、国民民主党の党代表選では、玉木雄一郎代表と前原誠司代表代行の2名が立候補した。玉木は「政策本位で与野党を超えて連携、協力する」とし2022年度予算案に賛成するなど、自民党・公明党との接近が取り沙汰される中で、前原は「非自民・非共産勢力の結集」により政権交代を目指す主張から、日本維新の会や立憲民主党の一部との連携に意欲を示すなど、代表選では党内の路線の対立が表面化した。投開票の結果、玉木が前原を下して党代表に再選したが、党内融和を優先させる形で代表代行の前原も留任となった。
その後、10月開会の第212回国会では自民・公明両党が提出した令和5年度補正予算案の賛否を巡り、党が求める燃料価格高騰対策としてガソリン税を一時的に下げるトリガー条項の凍結解除に向け、与党が協議に応じる考えを示したことを評価し、11月24日の党会議で補正予算案に賛成する方針を決めるなど、玉木執行部の党運営は与党に接近する姿勢がさらに鮮明になっていった。
11月下旬には前原が代表を務める国民民主党京都府連が、翌年の京都市長選挙で維新や地域政党京都党と統一候補を擁立する方針で大筋合意した。しかし、国民・立憲両党の支持母体である連合は自民・公明・立憲の3党が相乗りで推薦する元民主党参議院議員の松井孝治を推す意向であり、前原の動きには不快感を示した。また、国民民主党の一部幹部も松井を推す意向であり、玉木も周囲に「前原氏の戦略はうまくいっていない」と述べるなど、同市長選を巡っても路線対立が起きた。
補正予算案の採決が近づいた11月24日には京都新聞の独自記事で「前原が党が補正予算案に賛成した場合は離党し新党を結成する」旨の記事が出されたが、この時点では前原は自身のX（旧Twitter）のポスト（投稿）で「補正予算の賛否を理由に、重大な政治決断をすることはありません。本人に確認することなく、この様な記事を書くとは。誤報です！（誠）」と否定していた。11月28日には前原の離党報道を受け玉木が「直接電話して聞いた。離党しないと言っていた」と述べた。そのような中で補正予算案が自民・公明に加え、維新、国民の賛成により同月29日に成立した。

### 結党
補正予算が成立した翌日の2023年11月30日、前原が執行部の党運営を批判し、離党する意向であることがメディアで伝えられた。前原は同日、元滋賀県知事の嘉田由紀子参議院議員、前原に近い衆議院議員の斎藤アレックス、鈴木敦とともに離党届を提出した。
前原ら4人と無所属で衆議院議員の徳永久志（元立憲民主党）の5人は、同日、国会内の記者会見で新党「教育無償化を実現する会」の結成を発表した。代表に前原、副代表に嘉田、幹事長に徳永、政務調査会長に斎藤、国会対策委員長に鈴木が就いた。前原は「非自民・非共産の野党協力を求める。理念を共有してくれる方々とは連携したい」とし、「教育無償化の実現に賛同いただけるのであれば、日本維新の会と連携していきたい」と日本維新の会との連携に秋波を送った。また、前原は政治団体としての届出はすでに行っていると明らかにした。同党は現職国会議員として5名が在籍しているため、総務省に届け出れば各法上の政党要件を満たすこととなる。一方、国民民主党は緊急の執行役員会を開いて対応を協議し、玉木代表・榛葉賀津也幹事長に対応を一任すると決定。榛葉は前原らの姿勢を批判し、離党届を受理せず、除籍処分も視野に入れるなど厳しい姿勢を見せた。
12月13日、国民民主党は前原ら4議員の除名を正式決定した。比例代表選出の斎藤と鈴木に対しては党で獲得した議席だとして議員辞職の勧告も決めた。同日に前原らは衆議院で新会派「教育無償化を実現する会」を結成。参議院の嘉田は1人会派が認められていないため、会派上は無所属となった。同月14日、総務省は前日付で同党を政党としての届出（代表者：前原誠司、会計責任者：徳永久志）を受理した事を発表した。

#### 他党の反応
自民党では前原の新党結成表明前となる11月30日午前に岸田文雄首相が麻生太郎副総裁、茂木敏充幹事長ら党幹部と約30分間会談し、新党結成を受け今後の政治情勢への影響などについて意見を交わした。
立憲民主党の泉健太代表は「支持率が下がっている岸田政権を補完する国民民主党の動きに耐えられなかった気持ちは分からなくもない」と述べて一定の理解を示した。
日本維新の会の馬場伸幸代表は事前に前原から相談を受けていたことを明かした上で、「教育無償化が日本全国で行われるように、前原氏が率いる新党としっかりとスクラムを組んでやっていきたい」と述べた。
日本共産党の志位和夫委員長は「国民民主党と日本維新の会は今回の補正予算に賛成し、自民・公明両党と同じだ。野党ではないので、野党が分裂しているという話ではない」と述べた。

### 日本維新の会との統一会派結成
2023年12月25日、前述の京都市長選において京都党創設者の村山祥栄元市議を推薦すると発表。維新・国民府連・京都党もすでに村山への推薦を決めており、4党派が共闘する形となったが、2024年1月13日には村山が架空の政治資金パーティーを行っていた疑惑が生じたとして4党派は村山への推薦を取り消し、自主投票を発表した。
2024年1月14日告示・21日投開票の滋賀県大津市長選挙では、斎藤と嘉田が立憲・国民・社民各党が支援する新人の応援に入った一方、維新の市議会会派は自公が支援する現職の佐藤健司への支持を表明し、対応が分かれた。（投開票の結果、佐藤が再選）
1月15日、前原は日本維新の会代表の馬場伸幸と記者会見を行い、同月26日に会期を迎える第213回国会（通常国会）において、両党が衆参で統一会派の結成に合意したと発表した。これに合わせ両党は教育の無償化や憲法改正論議の先導など6項目の政策協定書に合意。1月16日、衆参で統一会派の結成を届け出た。会派名は「日本維新の会・教育無償化を実現する会（略称：維教）」となる。
3月28日、前原は4月に予定される衆議院長崎3区・東京15区補欠選挙において日本維新の会の公認候補を党として推薦したと明らかにした。4月4日、国民民主党が次期衆院選東京24区に擁立を予定していた新人で元都議の佐藤由美が同党に離党届を提出し、教育無償化を実現する会から立候補すると表明した。4月28日の衆院補選の投開票の結果、両選挙区とも立憲民主党が制し、維新候補は敗れた。

### 日本維新の会への合流
8月22日、前原は記者会見で、日本維新の会代表の馬場伸幸と次期衆院選を前にした政党合流を含めて協議を始めると明らかにした。同日の両院議員総会で対応を一任されたという。
10月3日、前原は馬場と共同記者会見を行い、鈴木を除く4議員が日本維新の会に合流すると発表した。9日に予定される衆議院の解散後、合流の手続きを取る。鈴木については立候補予定としていた神奈川18区に日本維新の会の候補者が既にいることなどを理由に合流せず、離党して参政党に入党し、比例南関東ブロックから立候補（比例単独候補者）すると表明した。読売新聞によれば、前原は鈴木の選挙区を巡る調整がつかなかったことから一時は維新への合流見送りも検討したが、鈴木の他党入り表明を受け一転して合流を決めた。翌4日、鈴木が維新・教育の会派を離脱した。
10月9日、衆議院が解散され、前原・斎藤・徳永・鈴木の4名が衆議院議員を失職した。翌10日、日本維新の会は前原らの入党および、前原・斎藤・徳永と東京24区支部長であった佐藤由美の4名について、次期衆院選公認候補として追加公認したと発表。同日に総務省は教育無償化を実現する会の代表が前原から木元俊大に交代したうえで、政治資金規正法及び政党助成法に基づく政党の資格を喪失したことを公表した。
10月27日、第50回衆議院議員総選挙の投開票が行われ、維新では前原・斎藤が小選挙区で当選したが、徳永と佐藤は比例復活もならず落選した。参政党に移籍した鈴木は当選した。11月1日、参議院会派「日本維新の会・教育無償化を実現する会」が会派名を「日本維新の会」に変更したと届け出た。
11月29日、前原は京都新聞のインタビューに応じ、「より大きな政党で多くの仲間と一緒に戦うことが教育無償化や非自民・非共産政権の実現に近道であると判断した」と語り、「合流した判断は正しかった」と述べた。また、路線対立により袂を別った国民民主党が衆院選で躍進したことについては「野党が少数与党に、したい政策を投げかけ実現していくスタンスは、いい立ち位置」と評価した。前原は同月に公示された日本維新の会代表選挙では党共同代表の吉村洋文大阪府知事を支持する考えを示し、吉村の当選後の役員人事では党共同代表に就任。前原は国民民主党との連携について「政治の世界は『昨日の敵は今日の友』ということもある。過去の経緯を乗り越えて、しっかりやりたい」と述べ意欲を示した。

## 政治的立場
「教育無償化」「All for All」（みんながみんなのために）「給料を上げる」「自分の国は自分で守る」の4本柱を掲げており、党のスタンスは生活者や納税者、消費者、働く者の側に立つ「改革政党」としている。また、前原は野党結集の橋渡し役を担うとも述べており、野党結集で想定する政党について立憲民主党と日本維新の会の2党を挙げた一方、共産党、社民党、れいわ新選組は入らないとしている。

## 党名
教育無償化を名称に含めた理由として、立憲民主党も日本維新の会も政策に掲げているため野党側が一致しやすい政策である点を挙げた。

## 連合との関係
国民民主党の支持母体である日本労働組合総連合会（連合）に対しては、前原は11月30日の新党結成表明に先立ち連合の芳野友子会長と面会して連携を要請した。しかし、12月6日の連合の清水秀行事務局長の記者会見では、連合が次期衆院選に向けてすでに推薦を決めていた前原誠司・鈴木敦両衆議院議員について、「所属政党が変われば、推薦を白紙にし、もう一度検討する」と述べた。12月19日、連合滋賀の推薦を受けて当選した議員約50人でつくる連合滋賀議員団会議が、滋賀県内で新党に参加した徳永、斎藤、嘉田の3議員を除名にしたことが報じられた。12月21日、連合本部は前原と鈴木に対する次期衆院選の推薦を凍結する方針を正式発表した。
2024年5月に連合本部は基本方針を発表し、その中で教育無償化を実現する会については日本維新の会との協力関係への懸念はあるとしつつ、推薦は妨げないともしていた。6月には連合京都も前原への推薦を凍結。8月に連合京都の原敏之会長が前原と面談したが、前原は維新への合流を検討していると説明。また、次期衆院選では連合の推薦候補ではなく、維新の候補を応援する意向を示した。そのため、9月11日に連合京都は前原への推薦取り消しを決定した。

## 役職

### 歴代代表一覧
| 代 | 代表 | 代表     | 在任期間                        | 備考           |
| -- | ---- | -------- | ------------------------------- | -------------- |
| 1  |      | 前原誠司 | 2023年12月13日 - 2024年10月10日 |                |
| 2  |      | 木元俊大 | 2024年10月10日 - 現在           | 届出上の代表者 |

### 役員表
- 2023年12月13日 - 2024年10月10日

| 役職名         | 氏名           | 衆参別 |
| -------------- | -------------- | ------ |
| 代表           | 前原誠司       | 衆議院 |
| 副代表         | 嘉田由紀子     | 参議院 |
| 幹事長         | 徳永久志       | 衆議院 |
| 政務調査会長   | 斎藤アレックス | 衆議院 |
| 国会対策委員長 | 鈴木敦         | 衆議院 |

## 党勢

### 衆議院
| 選挙       | 当選/候補者 | 定数 | 得票数（得票率） | 得票数（得票率） | 備考 |
| 選挙       | 当選/候補者 | 定数 | 選挙区           | 比例代表         | 備考 |
| ---------- | ----------- | ---- | ---------------- | ---------------- | ---- |
| （結党時） | 4/-         | 465  |                  |                  |      |

### 参議院
| 選挙       | 当選/候補者 | 非改選 | 定数 | 得票数（得票率） | 得票数（得票率） | 備考 |
| 選挙       | 当選/候補者 | 非改選 | 定数 | 選挙区           | 比例代表         | 備考 |
| ---------- | ----------- | ------ | ---- | ---------------- | ---------------- | ---- |
| （結党時） | 1/-         | -      | 248  |                  |                  |      |

#### 過去の所属国会議員
日本維新の会へ移籍
- 前原誠司
- 嘉田由紀子
- 徳永久志
- 斎藤アレックス

参政党へ移籍
- 鈴木敦